# Liste von Listen der Mitglieder des Landtags von Rheinland-Pfalz
Diese Liste umfasst alle Listen von Mitgliedern der Landtage von Rheinland-Pfalz. Sie umfasst neben den entsprechen Daten der Legislaturperioden der Landtage seit dessen Einrichtung auch Links zu den zugehörigen Wahlen und den entsprechenden Landesregierungen.

## Landtag in der Bundesrepublik Deutschland
| Liste                                       | Datum     | Wahl | Landesregierung                          |
| ------------------------------------------- | --------- | ---- | ---------------------------------------- |
| Mitglieder der beratenden Landesversammlung | 1946–1947 | Wahl | Kabinett Boden I, Kabinett Boden II      |
| Mitglieder der ersten Wahlperiode           | 1947–1951 | Wahl | Kabinett Altmeier I                      |
| Mitglieder der zweiten Wahlperiode          | 1951–1955 | Wahl | Kabinett Altmeier II                     |
| Mitglieder der dritten Wahlperiode          | 1955–1959 | Wahl | Kabinett Altmeier III                    |
| Mitglieder der vierten Wahlperiode          | 1959–1963 | Wahl | Kabinett Altmeier IV                     |
| Mitglieder der fünften Wahlperiode          | 1963–1967 | Wahl | Kabinett Altmeier V                      |
| Mitglieder der sechsten Wahlperiode         | 1967–1971 | Wahl | Kabinett Altmeier VI, Kabinett Kohl I    |
| Mitglieder der siebten Wahlperiode          | 1971–1975 | Wahl | Kabinett Kohl II                         |
| Mitglieder der achten Wahlperiode           | 1975–1979 | Wahl | Kabinett Kohl III, Kabinett Vogel I      |
| Mitglieder der neunten Wahlperiode          | 1979–1983 | Wahl | Kabinett Vogel II                        |
| Mitglieder der zehnten Wahlperiode          | 1983–1987 | Wahl | Kabinett Vogel III                       |
| Mitglieder der elften Wahlperiode           | 1987–1991 | Wahl | Kabinett Vogel IV, Kabinett Wagner       |
| Mitglieder der zwölften Wahlperiode         | 1991–1996 | Wahl | Kabinett Scharping, Kabinett Beck I      |
| Mitglieder der dreizehnten Wahlperiode      | 1996–2001 | Wahl | Kabinett Beck II                         |
| Mitglieder der vierzehnten Wahlperiode      | 2001–2006 | Wahl | Kabinett Beck III                        |
| Mitglieder der fünfzehnten Wahlperiode      | 2006–2011 | Wahl | Kabinett Beck IV                         |
| Mitglieder der sechzehnten Wahlperiode      | 2011–2016 | Wahl | Kabinett Beck V, Kabinett Dreyer I       |
| Mitglieder der siebzehnten Wahlperiode      | 2016–2021 | Wahl | Kabinett Dreyer II                       |
| Mitglieder der achtzehnten Wahlperiode      | seit 2021 | Wahl | Kabinett Dreyer III, Kabinett Schweitzer |